# Anna Sutter
Anna Sutter, coneguda també com a Anna Suter (Wil, Suïssa, 26 de novembre de 1871 - Stuttgart, Alemanya, 29 de juny de 1910) fou una cantant d'òpera, amb tessitura de soprano, alemanya-suïssa.

## Biografia

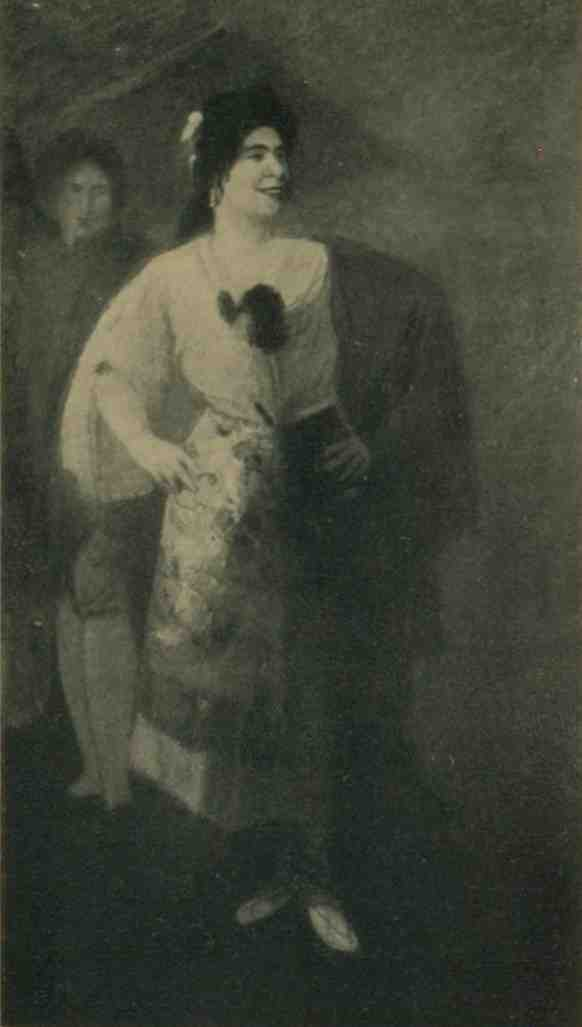
Anna Sutter, pintura de Paul Bollmann, 1912.

Després d'estudiar piano i cantar a Berna i Múnic, va signar un contracte permanent amb el Teatre de la Cort de Stuttgart des de 1893. Anna Sutter es va convertir en la favorita del públic i del director artístic, el Baron Putlitz, que va aconseguir mantenir-la permanentment a la ciutat. El seu estil de representació realista-naturalista i “la seva veu fresca i neta” (Bühne und Welt, 1901) la van convertir sobretot en l'intèrpret ideal dels papers d'Hanna Glawari de La vídua alegre de Franz Lehár i dels personatges principals de Carmen de Georges Bizet i Salome de Richard Strauss, una òpera aquesta a la qual va ser una de les primeres intèrprets de la dansa dels set vels.
Va tenir una gran popularitat, documentada en un nombre excepcionalment gran de fotografies. El 1906 va ser nomenada Kammersängerin (cantant de cambra, títol honorífic concedir a cantants lírics de mèrits remarcables). A més de la seva popularitat com a cantant, va protagonitzar diverses aventures amoroses que van omplir titulars de diaris. Va tenir dos fills extramatrimonials d'homes diferents com a resultat d'algunes d'aquestes aventures: la seva filla Mathilde va néixer el 1900 (no va ser reconeguda pel seu pare, Hans Freiherr von Entress-Fürsteneck, com a filla fins al 1925), que també va ser cantant d'òpera, i el seu fill Felix que va néixer el 1902, sent fill del mestre de capella Hugo Reichenberger (la paternitat del qual només es va poder atribuir clarament el 2001).

## Mort
La seva breu relació amb el mestre de capella de Württemberg, Aloys Obrist, germà del conegut artista modernista Hermann Obrist, va resultar ser fatal. Anna Sutter va donar per terminada la relació el 1909, una relació que s'havia perllongat al llarg de dos anys. Obrist va anar a casa d'Anna el 29 de juny de 1910 i quan la cantant el va rebutjar de nou, Obrist la va matar de dos trets de pistola, abans de suïcidar-se.

## Commemoració
El 1914, el professor de Stuttgart Karl Donndorf va crear l'anomenada Font del Destí del Modernisme per a recordar l'Anna Sutter. Aquesta font es va situar davant de l'entrada d'artistes del Teatre de l'Estat de Stuttgart fins al 1963 i posteriorment es va traslladar davant de l'edifici. La tomba d'Anna Sutter, al Cementiri de Praga de Stuttgart, rebia cada dia flors fresques d'un admirador desconegut, fins a finals de la dècada del 1960. Probablement va ser l'últim amant d'Anna Sutter, el cantant d'òpera Albin Swoboda (1883-1970), que també es trobava a l'apartament en el moment de l'assassinat, però no ho va poder evitar. Deu mil persones van assistir al funeral.
El 2001 es va fer una exposició titulada Carmen - Últim acte. La tragèdia de l'artista Sutter-Obrist de 1910 i el Teatre d'Òpera de Stuttgart cap al 1900 a l'Arxiu Estatal de Stuttgart. Va ser comissariada per Georg Günther. La tardor del 2010 hi va tenir lloc una exposició similar al Kabinettausstellung. L'escriptor suís Alain Claude Sulzer va escriure sobre l'assassinat d'Anna Sutter a la seva novel·la Anna's Mask, que va servir com a punt de partida del seu llibret per a l'òpera homònima. El maig del 2017 es va estrenar al teatre St. Gallen l'òpera Anna's Mask, una obra per encàrrec, amb música de David Philip Hefti.

## Enregistraments
- Anna Sutter. Tots els seus enregistraments (Stuttgart 1908), CD. Truesound Transfers, núm. TT-7021.